# John Porch

a Compétitions nationales et continentales officielles uniquement.

b Matchs officiels uniquement.
Dernière mise à jour le 8 août 2025.
John Porch, né le 4 mars 1994 à Orange (Australie), est un joueur australien de rugby à XV et international australien de rugby à sept évoluant aux postes d'ailier et d'arrière à XV.

## Biographie
John Porch fait ses débuts seniors dans le rugby à XV en Australie avec le Northern Suburbs RFC en Shute Shield en 2015, avant de jouer également avec les Sydney Rays en National Rugby Championship.
Entre 2015 et 2019, il joue avec l'équipe d'Australie de rugby à sept dans les World Rugby Sevens Series. Il participe au tournoi de rugby à sept des Jeux olympique de 2016 à Rio de Janeiro.
Il rejoue en 2019 au Northern Suburbs RFC. Puis, en mai 2019, il s'engage avec la province irlandaise du Connacht à partir de la saison 2019-2020. Après avoir joué 72 matchs et inscrit 17 essais, il prolonge son contrat pour deux saisons supplémentaire en janvier 2023.
Début février 2025, il est libéré de son contrat par le Connacht. À la même période, il est mis à l'essai par le RC Vannes. Finalement, le même mois, il s'engage avec le club breton en tant que joker médical jusqu'à la fin de la saison 2024-2025. En fin de saison, après sept matchs et un essai, il quitte la Bretagne.

## Palmarès
Néant.